# Пиер Синибалди
Пиер Синибалди (29 февруари 1924 – 24 януари 2012) е френски футболист и треньор. Играл е цялата си кариера във Франция, както и част от треньорската си такава.
През 60-те и отново в началото на 70-те той тренира РСК Андерлехт, с който преди това печели четири белгийски шампионата между 1962 и 1966. Като играч на Стад дьо Реймс (1944–1953) той печели два френски шампионата (1949, 1953) и Купата на Франция (1950); през 1947 г. той е голмайстор в Дивизия 1 с 33 гола. Синибалди, чиито братя Пол (вратар) и Ноел също са играли в Реймс, е избран два пъти за националния отбор на Франция, първият път за победа с 2-1 срещу Англия през 1946 г. Синибалди води Лас Палмас в 136 мача като така е най-дълго задържалият се треньор в историята на испанският клуб.

## Отличия

### Играч
Реймс
- Лига 1: 1948–49, 1952–53

### Управител
Андерлехт
- Белгийска първа дивизия: 1961–62, 1963–64, 1964–65, 1965–66
- Купа на Белгия: 1964–65
- Междуградска купа на панаирите: вицешампион 1969-70

### Индивидуален
Реймс
- Голмайстор на Лига 1: 1946–47 (33 гола)

## Препратки
1. ↑  Anciens Disparition de Pierre Sinibaldi – Toute l'actualité de l'AS MONACO – ASM FC – Planete-ASM //   Planete-asm.fr.  Архивиран от оригинала на 2013-03-15. Посетен на 26 януари 2012.